# Hagabergs folkhögskola

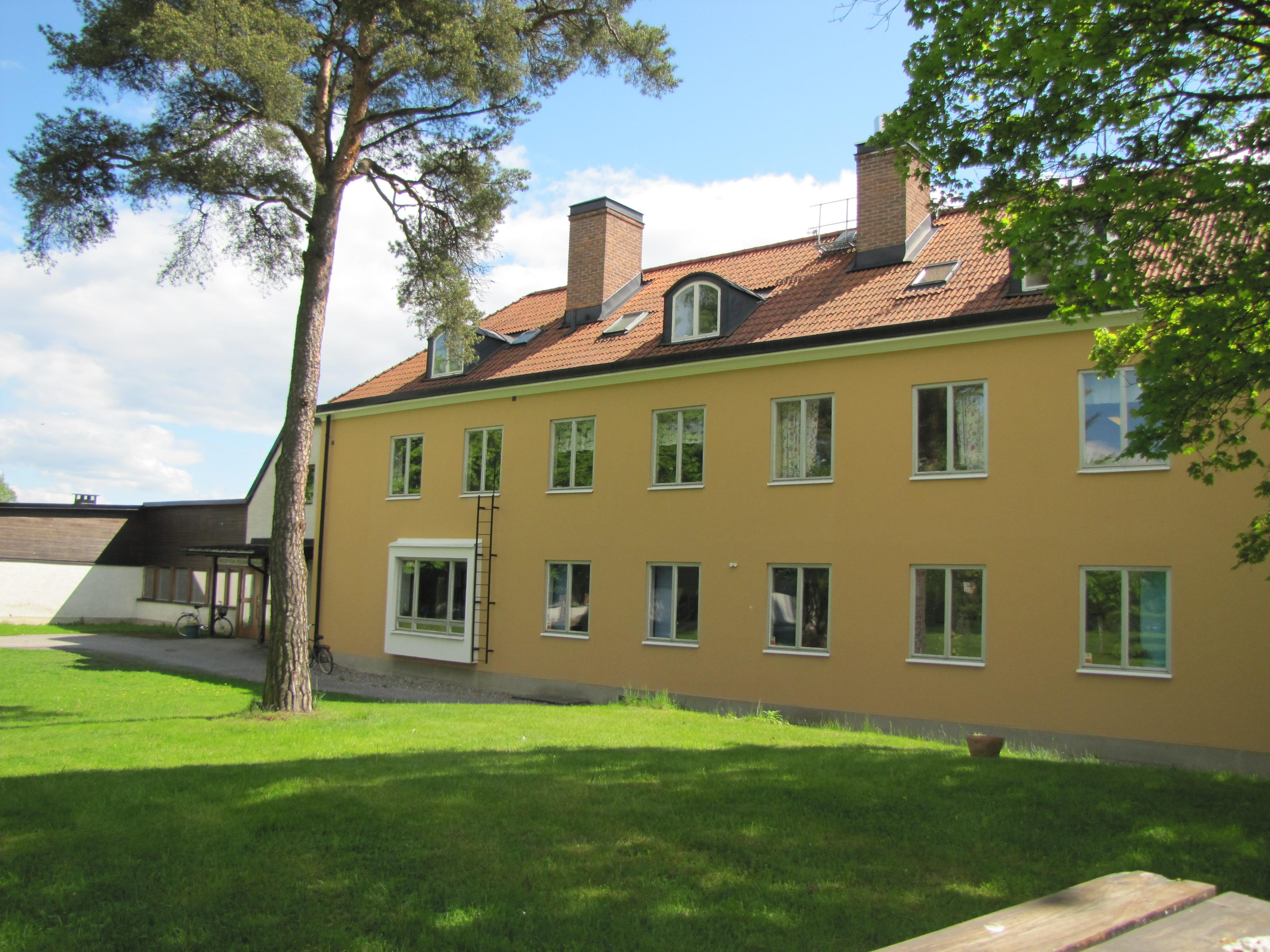
Byggnad på Hagabergsområdet

Hagabergs folkhögskola är en folkhögskola i Södertälje. Den grundades 1910 av  Evangeliska Fosterlandsstiftelsen under namnet Svenska bibelinstitutet, vilket den hette fram till att skolan blev folkhögskola 1957.

## Historik
Skolan startade 1910 av missionsrörelsen Evangeliska Fosterlandsstiftelsen under namnet Svenska bibelinstitutet med syfte att bereda tillfälle till ett systematiskt studium av bibeln och övning i bibelordets praktiska användning i missionsarbetet. Grundare var Johannes Rinman, men ledningen övertogs senare av Knut Landgren.
På skolområdet ligger kyrkobyggnaden Hagabergs kapell, en stadsdelskyrka i Östertälje församling i Södertälje pastorat. Kyrkobyggnaden uppfördes ursprungligen år 1894 som gårdskapell på Vartofta gård i Västergötland, men nedmonterades och transporterades med tåg till sin nuvarande plats där den uppfördes och invigdes den 26 juli 1914.
Hagaberg blev folkhögskola 1957. 

## Organisation och struktur
Skolan har ett internat och vandrarhem med 62 rum på skolområdet. Huvudman för skolan är EFS Mittsverige Evangeliska fosterlandsstiftelsen. Totalt har Hagaberg drygt 300 kursdeltagare, varav 220 studerar på skolområdet. Av dem bor cirka 20 på skolans internat. 
På Hagaberg finns en allmän kurs med olika profiler. Den ger möjlighet att få grundläggande behörighet. På skolan finns även yrkesutbildning som socialpedagogutbildning och fritidsledarutbildning för arbete främst inom det sociala området. Tre terminskurser på deltid Livskunskap, Bibel och tro och Seniorkurs. Kyrkans grundkurs är en kurs för dem som vill jobba inom Svenska Kyrkan och ges som distanskurs på halvtid. Skolans fungerar även som konferens- och kulturcenter.
I och med att skolan fyllde 100 år  21 augusti 2010 så publicerades jubileumsboken Hagaberg 100 år - från bibelinstitut till folkhögskola 1910 - 2010.